# Шкала Прадера
Шкала Прадера, або стадіювання Прадера, названа на честь д-ра Андреа Прадера, є грубою системою оцінювання ступеня вірилізації статевих органів людського тіла і подібна до шкали Квіглі. В першу чергу це стосується вірилізації жіночих статевих органів у випадках вродженої гіперплазії наднирникових залоз і визначає п'ять різних її стадій, але останнім часом використовується для опису діапазону диференціації статевих органів. При цьому нормальний вигляд геніталій немовлят можливий на обох кінцях шкали: для дівчаток — зліва (0 стадія); для хлопчиків — справа (6 стадія).

## Стадіювання
- Немовля на стадії 0 вважається таким, що має нормальні жіночі зовнішні статеві органи[4].
- Стадія 1 має помірно великий клітор і трохи зменшений розмір отвору піхви. Цей ступінь може залишитися непоміченим або може бути просто прийнятий таким, що знаходиться в межах нормальної варіації[4].
- На стадії 2 геніталії мають вочевидь ненормальний вигляд, з проміжним за розміром фалосом і невеликим вагінальним отвором з окремим отвором уретри.[4] Задня лабіальна спайка буде присутньою.
- Стадія 3 представлена ще більше збільшеним фалосом, наявним одним урогенітальним синусом[4] і майже повним злиттям статевих губ.
- Стадія 4 виглядає більш чоловічою, ніж жіночою, з порожньою калиткою і фалосом, розміром з нормальний статевий член, але не зовсім достатньо вільним від промежини, щоб можна було його витягнути на живіт до пупка (тобто те, що називається кривиною статевого члена у чоловіків). Один маленький уретрально-вагінальний отвір біля основи чи на тілі фалоса вважатиметься гіпоспадією у хлопчика. Рентгенограми, зроблені після ін'єкції барвника в цей отвір, виявляють внутрішнє з'єднання з верхніми відділами піхви і маткою. Це загальний отвір може призвести до обструкції сечі та інфекції.
- Стадія 5 означає повну чоловічу вірилізацію, з нормально сформованим пенісом з отвором уретри на верхівці головки чи поблизу. Калитка нормально сформована, але порожня. Внутрішні тазові органи включають в себе нормальні яєчники і матку, а піхва пов'язана внутрішньо з уретрою, як на стадії 4. Такі немовлята не є помітно неоднозначними, і, як правило, вважаються звичайними хлопчиками з крипторхізмом. У більшості випадків діагноз вродженої гіперплазії наднирникових залоз не можливо запідозрити, поки через тиждень не з'являться ознаки втрати солі.
- Стадія 6 вказує на нормальний чоловічий вигляд, без гіпоспадії та з нормальним розвитком яєчок.[1][5]

## Дискусія
Незважаючи на те, що шкала Прадера була визначена як система класифікації «ненормальних» статевих органів, уявлення про те, що атипові статеві органи обов'язково є аномальними, заперечується. Доповідь Швейцарського національного консультативного центру біомедичної етики показує, що «нечасто» варіації статевих норм можуть не бути патологічними або вимагати медичного лікування. Аналогічним чином, звіт австралійського Сенатського комітету про примусову стерилізацію визначив, що дослідження стосовно щодо «адекватних» або «нормальних» статевих органів, особливо для жінок, викликає деякі тривожні питання", в тому числі відносно вибору лікарів під впливом їх спеціалізації і статі.

## Пов'язані поняття
Існують численні клінічні шкали та системи для оцінки статевих органів як нормального чоловічого або жіночого фенотипу, або «ненормального», включаючи орхідометр, шкалу Квіглі та сатиричний фалометр.